# Seznam medailistů na letních olympijských hrách v silniční cyklistice – ženy
Kompletní přehled všech olympijských medailistek v silniční cyklistice žen. Do programu LOH byla zařazena tato disciplína v roce 1984 (silniční závod jednotlivkyň) a časovka jednotlivkyň a roce 1996. 

## Silniční závod jednotlivců
| Rok      | Zlato                                              | Stříbro                                         | Bronz                                        |
| -------- | -------------------------------------------------- | ----------------------------------------------- | -------------------------------------------- |
| LOH 1984 | Connie Carpenterová · Spojené státy americké (USA) | Rebecca Twiggová · Spojené státy americké (USA) | Sandra Schumacherová · Západní Německo (FRG) |
| LOH 1988 | Monique Knolová · Nizozemsko (NED)                 | Jutta Niehausová · Západní Německo (FRG)        | Laima Zilporiteová · Sovětský svaz (URS)     |
| LOH 1992 | Kathryn Wattová · Austrálie (AUS)                  | Jeannie Longová · Francie (FRA)                 | Monique Knolová · Nizozemsko (NED)           |
| LOH 1996 | Jeannie Longová · Francie (FRA)                    | Imelda Chiappa · Itálie (ITA)                   | Clara Hughesová · Kanada (CAN)               |
| LOH 2000 | Leontien Zijlaardová · Nizozemsko (NED)            | Hanka Kupfernagelová · Německo (GER)            | Diana Žiliūtė · Litva (LTU)                  |
| LOH 2004 | Sara Carriganová · Austrálie (AUS)                 | Judith Arndtová · Německo (GER)                 | Olga Sljusarevová · Rusko (RUS)              |
| LOH 2008 | Nicole Cookeová · Velká Británie (GBR)             | Emma Johanssonová · Švédsko (SWE)               | Tatiana Guderzo · Itálie (ITA)               |
| LOH 2012 | Marianne Vosová · Nizozemsko (NED)                 | Lizzie Armitsteadová · Velká Británie (GBR)     | Olga Zabělinská · Rusko (RUS)                |
| LOH 2016 | Anna van der Breggenová · Nizozemsko (NED)         | Emma Johanssonová · Švédsko (SWE)               | Elisa Longo Borghiniová · Itálie (ITA)       |
| LOH 2020 | Anna Kiesenhoferová · Rakousko (AUT)               | Annemiek van Vleutenová · Nizozemsko (NED)      | Elisa Longo Borghiniová · Itálie (ITA)       |
| LOH 2024 | Kristen Faulknerová · Spojené státy americké (USA) | Marianne Vosová · Nizozemsko (NED)              | Lotte Kopecky · Belgie (BEL)                 |

## Časovka jednotlivců
| Rok      | Zlato                                               | Stříbro                                    | Bronz                                       |
| -------- | --------------------------------------------------- | ------------------------------------------ | ------------------------------------------- |
| LOH 1996 | Zulfija Zabirovová · Rusko (RUS)                    | Jeannie Longová · Francie (FRA)            | Clara Hughesová · Kanada (CAN)              |
| LOH 2000 | Leontien Zijlaardová · Nizozemsko (NED)             | Mari Holden · Spojené státy americké (USA) | Jeannie Longová · Francie (FRA)             |
| LOH 2004 | Leontien van Moorselová · Nizozemsko (NED)          | Dede Barry · Spojené státy americké (USA)  | Karin Thürigová · Švýcarsko (SUI)           |
| LOH 2008 | Kristin Armstrongová · Spojené státy americké (USA) | Emma Pooleyová · Velká Británie (GBR)      | Karin Thürigová · Švýcarsko (SUI)           |
| LOH 2012 | Kristin Armstrongová · Spojené státy americké (USA) | Judith Arndt · Německo (GER)               | Olga Zabělinská · Rusko (RUS)               |
| LOH 2016 | Kristin Armstrongová · Spojené státy americké (USA) | Olga Zabělinská · Rusko (RUS)              | Anna van der Breggenová · Nizozemsko (NED)  |
| LOH 2020 | Annemiek van Vleutenová · Nizozemsko (NED)          | Marlen Reusserová · Švýcarsko (SUI)        | Anna van der Breggenová · Nizozemsko (NED)  |
| LOH 2024 | Grace Brown · Austrálie (AUS)                       | Anna Henderson · Velká Británie (GBR)      | Chloé Dygert · Spojené státy americké (USA) |